# Callidula sumatrensis
Callidula sumatrensis es una polilla de la familia Callidulidae. Se encuentra en Sondalandia y Tailandia. Su hábitat consiste en bosques de tierras bajas.
Es una especie de vuelo diurno.